# Italiens Grand Prix 1987
Italiens Grand Prix 1987 var det elfte av 16 lopp ingående i formel 1-VM 1987.

## Resultat
1. Nelson Piquet, Williams-Honda, 9 poäng
2. Ayrton Senna, Lotus-Honda, 6
3. Nigel Mansell, Williams-Honda, 4
4. Gerhard Berger, Ferrari, 3
5. Thierry Boutsen, Benetton-Ford, 2
6. Stefan "Lill-Lövis" Johansson, McLaren-TAG, 1
7. Teo Fabi, Benetton-Ford
8. Piercarlo Ghinzani, Ligier-Megatron
9. Christian Danner, Zakspeed
10. René Arnoux, Ligier-Megatron
11. Satoru Nakajima, Lotus-Honda
12. Philippe Streiff, Tyrrell-Ford
13. Ivan Capelli, March-Ford
14. Jonathan Palmer, Tyrrell-Ford
15. Alain Prost, McLaren-TAG
16. Alessandro Nannini, Minardi-Motori Moderni

### Förare som bröt loppet
- Martin Brundle, Zakspeed (varv 43, växellåda)
- Philippe Alliot, Larrousse (Lola-Ford) (37 , snurrade av)
- Adrián Campos, Minardi-Motori Moderni (34, motor)
- Eddie Cheever, Arrows-Megatron (27, bakaxel)
- Franco Forini, Osella-Alfa Romeo (27, turbo)
- Alex Caffi, Osella-Alfa Romeo (16, upphängning)
- Michele Alboreto, Ferrari (13, turbo)
- Derek Warwick, Arrows-Megatron (9, elsystem)
- Andrea de Cesaris, Brabham-BMW (7, upphängning)
- Riccardo Patrese, Brabham-BMW (5, motor)

### Förare som ej kvalificerade sig
- Nicola Larini, Coloni-Ford
- Pascal Fabre, AGS-Ford